# Лосский, Владимир Николаевич
Влади́мир Никола́евич Ло́сский (26 мая [8 июня] 1903, Гёттинген, Германская империя — 7 февраля 1958, Париж, Франция) — православный богослов и историк церкви, видный деятель русского зарубежья, заложивший основы «неопатристического» синтеза в православном богословии. Причисляется к Парижской школе богословия.
Как отмечалось на сайте Корсунской епархии: «Владимир Лосский — самое, пожалуй, яркое светило на небосводе православной богословской мысли первой половины XX столетия — сыграл основополагающую роль в становлении и развитии не только научно-богословской, но и церковно-приходской жизни русских православных приходов во Франции. Он стоял у истоков, а точнее был непосредственным основателем первых православных эмигрантских общин — Трехсвятительского подворья и франкоязычного Богородице-Всехскорбященского храма, ряда богословских кружков и содружеств, Фотиевского братства и Института святого Дионисия».

## Биография
Сын русского философа-интуитивиста Н. О. Лосского, внук педагога и публициста Владимира Яковлевича Стоюнина. Родился в немецком городе Гёттинген. В 1920—1922 гг. учился на историко-филологическом факультете Петроградского университета. В 1922 году семья Лосских была выслана из России на «философском пароходе».
Жил в Праге (1922—1924), где работал с Н. П. Кондаковым. С 1924 г в Париже. Учился в Сорбонне (1924—1927). В 1925—1926 гг. вступил в Свято-Фотиевское братство. 
В 1940—1944 гг. участвовал во французском Сопротивлении. В этот период он принимал участие в богословско-философских собраниях, которые посещали М. де Гандийак, Л. Массиньон, Г. Марсель. Для этих собраний Лосский готовил доклады о православном богословии, составившие основу его наиболее известной книги «Очерк мистического богословия Восточной Церкви» (Essai sur la théologie mystique de l'Église d'Orient), изданной в 1944 году. Это было первое опубликованное в Западной Европе систематическое изложение православного вероучения. 
Занимался научно-исследовательской работой и преподавал догматическое богословие и историю Церкви в Институте св. Дионисия в Париже. С 1945 по 1953 гг. — декан института. Стараниями В. Н. Лосского был открыт первый франкоязычный православный приход на улице Сент-Женевьев в Париже. Один из руководителей Содружества святого Албания и преподобного Сергия.
Наряду с трудами протоиерея Георгия Флоровского, протопресвитера Иоанна Мейендорфа, архимандрита Киприана (Керна) и др., работы Владимира Лосского послужили началом, по выражению Георгия Флоровского, «освобождения из пленения» схоластической программой латинской теологии, усвоенной академическим богословием Русской Православной Церкви в XVIII—XIX веках. Впоследствии на основе освобождённых от пленения православной христологии и антропологии протоиереем Николаем Афанасьевым была разработана современная православная экклезиология.
Похоронен на кладбище Сент-Женевьев-де-Буа.

## Семья
- Жена (с 1928 года) — Магдалина Исааковна Малкиель-Шапиро (1905—1968), церковный деятель, из известного купеческого семейства Малкиель, приходилась сестрой виолончелисту и музыковеду, профессору Токийской консерватории[англ.] Константину Исааковичу Шапиро (1896—1992), двоюродной сестрой (по материнской линии) филологам Виктору Максимовичу Жирмунскому и Мирону Аркадьевичу Малкиель-Жирмунскому, издателю Якову Ноевичу Блоху и поэтессе Раисе Ноевне Блох, троюродной сестрой писателю Юрию Николаевичу Тынянову и лингвисту Якову Львовичу Малкиелю[6][7]. Её отец, Исаак Сергеевич (Соломонович) Шапиро (1860—1929), был директором банка в Саратове[8].

дети
- Николай Лосский (1929—2017), профессор Свято-Сергиевского богословского института в Париже (по кафедре истории Западной Церкви), священник с 2006 года[9].
- Иван Лосский (1932—1971), филолог.
- Мария Семон (род. 1934), филолог, историк литературы, преподаватель.
- Екатерина Асланова (1936—2000).

## Публикации
книги
- Спор о Софии. «Докладная записка» прот. С. Булгакова и смысл Указа Московской Патриархии. — Париж, 1936. — 88 с.
- Essai sur la Theologie Mystique de l’Eglise d’Orient. — Paris, 1944. (2-е издание — 1977) (Английский (1957), немецкий (1961), русский (1972) переводы).
- The Meaning of Ikons. — London, 1944. (2-е издание — Boston (Mass.): Boston Book & Art Shop, 1969; 3-е издание (репринт) — Crestwood (N. Y.): St. Vladimir’s Seminary Press, 1982). Совместно с Л. А. Успенским.
- La Procession du Saint-Esprit dans la doctrine trinitaire orthodoxe. — Paris, Ed. Sétor, 1948. — 36 р.
- Der Sinn der Ikonen. — Urs Graf-Verlag. Bern und Ollen, 1952. — 222 SS. (совместно с Л. Успенским)
- Theologie negative et connalssance de Dieu chez Maitre Eckhart. — Paris: J. Vrin, 1960
- Vision de Dieu / Préface de Jean Meyendorff. — Paris : Delachaux & Niestle, 1962. — 142 p. — (Bibliothèque orthodoxe).
  - Боговидение / Пер. с фр. В. А. Рещиковой; Сост. и вступ. ст. А. С. Филоненко. — М. : АСТ, 2003. — 759 с. — (Philosophy). — ISBN 5-17-018452-2 — 5000 экз.
- A l’imagé et a la ressemblance de Dieu. — Paris : Aubier-Montaigne, 1967. — 225 p. — (Le buisson ardent : Coll. orthodoxe / Dir. par C. Andronikof et O. Clement).
- Святой Иоанн Дамаскин и византийское учение о духовной жизни. — [Париж] : [б. и.], 1968.
- La paternite spirituelle en Russie. — Paris, 1977. Совместно с Н. С. Арсеньевым.
- Orthodox theology: An Introduction. — Crestwood (N. Y.): St. Vladimir’s Seminary Press, 1978.
- Святой Иоанн Дамаскин и византийское учение о духовной жизни. Париж, 1986. — 194 с.
- По образу и подобию — Москва : Издательство Свято-Владимирского братства, 1995. — 196 с. — ISBN 5-900249-10-7
- Боговидение. — М. : Издательство Свято-Владимирского Братства., 1995. — 120 с.
- Спор о Софии : Статьи разных лет. — М. : Изд-во Свято-Владимирского Братства, 1996. — 194 с.
- Богословие и боговидение : Сб. ст. / Под общ. ред. Владимира Пислякова. — М. : Издательство Свято-Владимирского братства, 2000. — 628 с. — (Православная богословская библиотека; Вып. 2). — ISBN 5-900249-27-2
- На страже истины. — Москва : Изд-во Сретенского монастыря, 2007. — 235 с. — (Духовное наследие Русского зарубежья). — ISBN 5-7533-0060-6
- Очерк мистического богословия Восточной Церкви. Догматическое богословие / [пер. с фр. В. А. Рещиковой]. — Сергиев Посад : Свято-Троицкая Сергиева лавра, 2010. — 429 с. — ISBN 978-5-903102-36-5
  - Очерк мистического богословия Восточной Церкви. Догматическое богословие / [пер. с фр. В. А. Рещиковой]. — Москва : Академический проект : Парадигма, 2015. — 543 с. — (Философские технологии: Русская философия). — ISBN 978-5-8291-1697-2 (Академический проект)

статьи
- La notion des «analogies» chez Denys le pseudo-Aréopagite. (Понятие «аналогий» у Дионисия псевдо-Ареопагита) // «Archives d’histoire doctrinale et littéraire du Moyen-Age», t. V, année 1930, Paris, Vrin 1931, — D. 279—309.
- La théologie négative dans la doctrine de Denys l’Aréopagite. (Отрицательное богословие в учении Дионисия Ареопагита.) // «Revue des sciences philosophiques et théologiques», t. XXVIII, Paris, avril 1936. — p. 204.
- Étude sur la terminologie de saint Bernard. (Этюд о терминологии св. Бернара.) // Archivum Latinitaiis Medii Aevi. (Bulletin du Cange). XVII, Bruxelles, 1942. — Р. 79—96
- La Théologie de la Lumière chez saint Grégoire de Thessalonique // «Dieu Vivant». 1945. — № 1. — Р. 93—118.
  - Богословие света в учении св. Григория Паламы // Журнал Московской Патриархии. 1968. — № 3. — С. 76—77; № 4. — С. 49—64.
- Личность и мысль Святейшего Патриарха Сергия // Патриарх Сергий и его духовное наследство. — М. — Изд. Московской Патриархии, 1947. — С. 263—270
- Du troisième attribut de l'Église. (О третьем свойстве Церкви) // Dieu Vivant. 1948. — № 10. — Р. 79—89
  - Du Troisieme Attribut de l’Eglise // Вестник Русского Западно-Европейского Патриаршего Экзархата. 1950. — № 2-3. — С. 58-67.
  - О третьем свойстве Церкви // Журнал Московской Патриархии. 1968. — № 8. — С. 72-78.
- Panaghia // The Mother of God, ed. by Ε. L. Mascall, London, 1949. — P. 24—37.
  - Panaghia [Всесвятая] // Вестник Русского Западно-Европейского Патриаршего Экзархата. 1950. — № 4. — С. 40-50.
  - Всесвятая // Вестник Русского Западно-Европейского Патриаршего Экзархата. 1967. — № 59. — С. 179—190.
  - Всесвятая // Журнал Московской Патриархии. 1968. — № 1. — С. 65-73.
- Соблазны церковного сознания // Вестник Русского Западно-Европейского Патриаршего Экзархата. 1950. — № 1. — С. 16-21.
  - Ecueils ecclesiologiques // Вестник Русского Западно-Европейского Патриаршего Экзархата. 1950. — № 1. — С. 21-28.
- «Ténèbre» et «Lumière» dans la Connaissance de Dieu // «Ordre, Désordre, Lumière», Collège philosophique. — Paris, Vrin. 1952. — P. 133—143
- [О святителе Филарете] [на фр. яз.] // Вестник Русского Западно-Европейского Патриаршего Экзархата. 1952. — № 10. — С. 7.
- Redemption et deification // Вестник Русского Западно-Европейского Патриаршего Экзархата. 1953. — № 15. — С. 161—170.
- Les éléments de «théologie négative» dans la pensée de saint Augustin // Augustinus Magister. Congrès international augustinien. Paris, 21—24 septembre 1954. Éd. des Études Augustiniennes. — P. 575—581
- Domination et règne (эсхатологический этюд) // Вестник Русского Западно-Европейского Патриаршего Экзархата. 1954. — № 17. — С. 43-55.
- Le dogme de l’Immaculée Conception // Вестник Русского Западно-Европейского Патриаршего Экзархата. 1954. — № 20. — С. 246—251.
- La Transfiguration // Вестник Русского Западно-Европейского Патриаршего Экзархата. 1955. — № 22. — С. 88-91.
- [Предисловие к статье Патриарха Сергия «Отношение Церкви Христовой к отделившимся от нее обществам»] [на фр. яз.] // Вестник Русского Западно-Европейского Патриаршего Экзархата. 1955. — № 21. — С. 9-10.
- Икона Преображения Господня // Вестник Русского Западно-Европейского Патриаршего Экзархата. 1955. — № 22. — С. 116—119.
  - Икона Преображения Господня // Журнал Московской Патриархии. 1975. — № 8. — С. 74-75.
- La Nativite de la Sainte Vierge [Рождество Пресвятой Богородицы] [из книги «Смысл икон». Берн, 1952] // Вестник Русского Западно-Европейского Патриаршего Экзархата. 1955. — № 23. — С. 160—161.
- La notion théologique de la personne humaine (конференция, прошедшая в философском колледже 12 февраля 1952 г.) // Вестник Русского Западно-Европейского Патриаршего Экзархата. 1955. — № 24. — С. 227—235.
- La Mi-Pentecote // Вестник Русского Западно-Европейского Патриаршего Экзархата. 1957. — № 25. — С. 5-6.
- К вопросу об исхождении Святого Духа // Вестник Русского Западно-Европейского Патриаршего Экзархата. 1957. — № 25. — P. 54—62.
- La Croix // Вестник Русского Западно-Европейского Патриаршего Экзархата. 1957. — № 26. — С. 68-71.
- La Dormition de la Mere de Dieu // Вестник Русского Западно-Европейского Патриаршего Экзархата. 1957. — № 27. — C. 130—132.
- + М. И. Лот-Бородина // Вестник Русского Западно-Европейского Патриаршего Экзархата. 1957. — № 27. — С. 188—189.
- Le Problème de la «Vision face à face» dans la Tradition patristique de Bysance. (Проблема «видения лицом к лицу» в патрнстнческой традиции Византии) // Studia Patristiea, vol. II. Papers presented to the Second International Conference on Patristic Studies held at Christ Church, Oxford, 1955. — Berlin, Akademie-Verlag, 1957, — S. 512—537.
- Образ и подобие // Журнал Московской Патриархии. 1958. — № 3. — С. 53-64.
- La Tradition et les traditions // Вестник Русского Западно-Европейского Патриаршего Экзархата. 1959. — № 30-31. — С. 101—112
  - Предание и предания // Журнал Московской Патриархии. 1970. — № 4. — С. 61-76.
- La theologie de l’image // Вестник Русского Западно-Европейского Патриаршего Экзархата. 1959. — № 30-31. — C. 123—133
- Theologie dogmatique // Вестник Русского Западно-Европейского Патриаршего Экзархата. 1964. — № 46-47. — С. 85-108; № 48. — С. 218—233; № 49. — С. 24-35; № 50. — С. 83-101.
- Искупление и обожение // Журнал Московской Патриархии. 1967. — № 9. — С. 65-72.
- Богословие Света в учении св. Григория Паламы // Журнал Московской Патриархии. 1968. — № 3. — С. 76-77.
- Богословие Света в учении св. Григория Паламы // Журнал Московской Патриархии. 1968. — № 4. — С. 49-62.
- «Мрак» и «свет» в познании Бога // Журнал Московской Патриархии. 1968. — № 9. — С. 61-67.
- Паламитский синтез (пер. с франц.) // Вестник Русского Западно-Европейского Патриаршего Экзархата. 1968. — № 62-63. — С. 151—163.
- Святой Иоанн Дамаскин и византийское учение о духовной жизни // Вестник Русского Западно-Европейского Патриаршего Экзархата. 1968. — № 61. — С. 55-68.
- Кафолическое сознание (антропологическое приложение догмата Церкви) // Журнал Московской Патриархии. 1969. — № 10. — С. 74-80.
- «Видение Бога» в Византийском богословии [гл. 8 из книги: «Vision de Dieu». Neuchatel (Suise), 1962] // Богословские труды. М., 1972. — № 8. — С. 187—194.
- Господство и Царство (эсхатологический этюд) // Богословские труды. М., 1972. — № 8. — С. 205—214.
- Догматическое богословие // Богословские труды. М., 1972. — № 8. — С. 129—183.
- Очерк мистического богословия Восточной Церкви // Богословские труды. М., 1972. — № 8. — С. 7-128.
- Паламитский синтез [гл. 9 из книги: «Vision de Dieu». Neuchatel (Suise), 1962] // Богословские труды. М., 1972. — № 8. — С. 195—203.
- Введение во храм Пресвятой Богородицы // Журнал Московской Патриархии. 1973. — № 11. — С. 74-75.
- Исхождение Святого Духа в православном учении о Троице // Журнал Московской Патриархии. 1973. — № 9. — С. 62-71.
- Успение Пресвятой Богородицы // Журнал Московской Патриархии. 1974. — № 8. — С. 77-78.
- Сретение // Журнал Московской Патриархии. 1974. — № 2. — С. 69-70.
- и троическое богословие // Богословские труды. М., 1975. — № 14. — С. 95-104.
- Богословие образа // Богословские труды. М., 1975. — № 14. — С. 105—113.
- Богословское понятие человеческой личности // Богословские труды. М., 1975. — № 14. — С. 113—120.
- Догмат о непорочном зачатии // Богословские труды. М., 1975. — № 14. — С. 121—125.
- Предание отцов и схоластика. Боговидение в библейском образе мысли и богомыслии отцов первых веков [гл. 1-2 из книги: «Vision de Dieu». Neuchatel (Suise), 1962] // Богословские труды. М., 1978. — № 18. — С. 118—135.
- Вера и богословие : Пер. с франц. // Вестник Русского Западно-Европейского Патриаршего Экзархата. 1979. — № 101—104. — С. 101—112.
- Формулировки веры и тайна веры : Пер. с англ. // Вестник Русского Западно-Европейского Патриаршего Экзархата. 1982. — № 109—112. — С. 151—155.
- Оптинское старчество // Вестник Русского Западно-Европейского Патриаршего Экзархата. 1983. — № 113. — С. 149—208. (в соавторстве с А. Надеждиной)
- Александрия [третья глава из книги: «Vision de Dieu». Neuchatel (Suise), 1962] // Богословские труды. М., 1983. — № 24. — С. 214—229.
- Каппадокийцы // Богословские труды. М., 1984. — № 25. — С. 161—168.
- Личность и мысль Святейшего Патриарха Сергия [к 40-летию со дня кончины Святейшего Патриарха Сергия] // Журнал Московской Патриархии. 1984. — № 11. — С. 66-70.
- [Августин учитель: Элементы отрицательного богословия в мышлении блаженного Августина Августин учитель] // Богословские труды. М., 1985. — № 26. — С. 172—180.
- Апофатическое богословие в учении святого Дионисия Ареопагита // Богословские труды. М., 1985. — № 26. — С. 163—172.
- Святой Дионисий Ареопагит, святой Максим Исповедник: (Гл. 7 из кн. «Боговидение») / пер.: Агеева К. В. // Христианское чтение. М., 1991. — № 6 (ХЧ). 50-63.
- Святой Дионисий Ареопагит и святой Максим Исповедник: [Гл. 7 из кн. «Боговидение»] / пер.: Рещикова В. А., Малков Ю. Г. // Альфа и Омега. М., 1995. — № 3 (6). — С. 83-95.
- Подводные камни экклезиологии / пер.: Темина М. Л. // Альфа и Омега. М., 1995. — № 3 (6). — С. 119—126.
- Боговидение в Священном Писании и первые отцы Церкви // Путь Православия. М., 1996/1997. — № 5. — C. 56-70.
- Сиро-палестинцы и свт. Кирилл Александрийский (5-я гл. из кн.: Боговидение (1962)) // Альфа и Омега. М., 1996. — № 4 (11). — С. 74-83.
- Программы курсов догматики и истории Церкви: [Ин-т св. Дионисия, Париж, после 1945 г.] / пер.: Иогансон Ф. А. // Альфа и Омега. М., 1996. — № 1 (8). — С. 198—207.
- Догмат Церкви и экклезиологические ереси / пер.: Тюшагин В. // Богословские труды. М., 2003. — № 38. — С. 237—247.
- Отрицательное богословие и познание Бога в учении Мейстера Экхарта (гл. 1-2) // Богословские труды. М., 2003. — № 38. — С. 149—236.
- Отрицательное богословие и познание Бога в учении Мейстера Экхарта (гл. 3) // Богословские труды. М., 2004. — № 39. — С. 79-98.
- Отрицательное богословие и познание Бога в учении Мейстера Экхарта (гл. 3) / пер.: Вдовина Г. И. // Богословские труды. М., 2005. — № 40. — С. 31-46.
- Отрицательное богословие и познание Бога в учении Майстера Экхарта (гл. 3) / пер.: Вдовина Г. В. // Богословские труды. М., 2007. — № 41. — С. 85-132.

прочее
- Кострюков А. А. Три письма В. Н. Лосского митрополиту Сергию (Страгородскому) // Русско-Византийский вестник. — 2025. — № 2 (21). — С. 133–142.